# STS-41-G
STS-41-G byla šestá mise raketoplánu Challenger. Celkem se jednalo o 13. misi raketoplánu do vesmíru. Cílem letu bylo vynesení satelitu „Earth Radiation Budget“.
Po startu z kosmodromu na Floridě byl let zaevidován v COSPAR pod číslem 1984-108A.
Během letu byl raketoplán 10. října ozářen sovětským laserovým lokátorem LE-1 (též 5N27) laserového lokačního komplexu 5N76 pro sledování vesmírných objektů ze základny v Sary Šaganu v Kazachstánu. USA proti takovému jednání Sovětů protestovaly.

## Posádka
- Robert L. Crippen (4) velitel
- Jon A. McBride (1) pilot
- Kathryn D. Sullivanová (1) velitel užitečného zatížení
- Sally K. Rideová (2) letový specialista
- David C. Leestma (1) letový specialista
- Marc Garneau (1) specialista pro užitečné zatížení
- Paul D. Scully-Power (1) specialista pro užitečné zatížení, rodák z Austrálie

V závorkách je uvedený dosavadní počet letů do vesmíru včetně této mise.